# 何戢
何 戢（か そう、447年 - 482年）は、南朝宋から斉にかけての官僚。字は慧景。本貫は廬江郡灊県。

## 経歴
何偃の子として生まれた。南朝宋の孝武帝の長女の山陰公主劉楚玉を妻に迎えて、駙馬都尉となった。秘書郎を初任とし、太子中舎人・司徒主簿・新安王文学・秘書丞・中書郎を歴任した。
景和元年（465年）、何戢の妻の劉楚玉は奔放な性格で、前廃帝の黙認をえて30人の情夫を侍らせた。劉楚玉は美男子で知られる褚淵を自分に侍らせようと、一再ならず迫ったが、褚淵は従わなかった。劉楚玉が何戢と寝室をともにするのは月に数日にすぎず、ほかの夜は別の男と情交していた。明帝が即位すると、劉楚玉は処刑され、何戢は司徒従事中郎となった。泰始2年（466年）、建安王劉休仁の下で従軍して赭圻におもむき、司馬をつとめた。後に黄門郎に任じられ、宣威将軍・東陽郡太守として出向し、吏部郎をつとめた。元徽元年（473年）、後廃帝が即位し、褚淵が朝政に参与すると、何戢は召されて侍中となった。元徽2年（474年）、内侍の退任を願い出て許された。司徒左長史に転じた。
蕭道成が中領軍となると、何戢と交際して、たびたび宴会の場を設けた。蕭道成が水引餅を好んだため、何戢は自ら婦人たちを指揮して餅を準備させ蕭道成に供応した。しばらくして再び侍中となり、安成王劉準の下で車騎長史をつとめた。輔国将軍・済陰郡太守の任を加えられ、安成王府と揚州の事務を代行した。呉郡太守として出向したが、病のために帰還した。侍中・秘書監となり、中書令に転じた。昇明3年（479年）、蕭道成の下で相国左長史をつとめた。同年（建元元年）、蕭道成が帝位につくと、何戢は散騎常侍の位を受け、太子詹事となった。まもなく太子詹事のまま侍中の位を受けた。吏部尚書となり、驍騎将軍の号を加えられた。何戢は容姿や挙措が美しく、褚淵と尊敬しあっていたため、当時の人に「小褚公」と呼ばれた。家業を営んで財産を蓄え、派手な奢侈を好み、衣服も着飾って華麗であった。建元3年（481年）、左将軍・呉興郡太守として出向した。
何戢は南朝宋の孝武帝から賜った蝉雀扇を所有しており、画家の顧景秀の描いたもので、すこぶる評判が高いものであった。蕭道成が画扇を好んでいたため、何戢は王晏を通じて蕭道成に献上した。建元4年（482年）、死去した。享年は36。散騎常侍・撫軍の位を追贈された。諡は懿子といった。娘の何婧英が蕭昭業の皇后となると、さらに侍中・光禄大夫の位を追贈された。

## 伝記資料
- 『南斉書』巻32 列伝第13
- 『南史』巻30 列伝第20